# Christopher Leitch
Pour les articles homonymes, voir Leitch.
Christopher Leitch est un réalisateur, scénariste et producteur américain.

## Filmographie

### Comme réalisateur
- 1974 : The First Paintings
- 1979 : The Border ou Border Cop
- 1979 : Le Cogneur de Harlem (The Hitter)
- 1980 : Un Flic de Choc
- 1983 : Le Voyageur (The Hitchhiker) (série télévisée)
- 1985 : Alfred Hitchcock présente (Alfred Hitchcock Presents) (série télévisée)
- 1987 : Shell Game (en) (série télévisée)
- 1987 : La Belle et la Bête (Beauty and the Beast) (série télévisée)
- 1987 : Teen Wolf 2
- 1988 : China Beach (China Beach) (série télévisée)
- 1990 : Heidi - Le Sentier du courage (Courage Mountain)
- 1990 : Flash (The Flash) (série télévisée)
- 1991 : My Life and Times (série télévisée)
- 1992 : Le Bar de l'angoisse (Nightmare Cafe) (série télévisée)
- 1993 : South Beach (série télévisée)
- 1994 : Mémoire truquée (Moment of Truth: Murder or Memory?) (TV)
- 1995 : L'Affront (She Fought Alone) (TV)
- 1996 : Couleur Pacifique (Malibu Shores) (série télévisée)
- 1996 : A Friend's Betrayal (TV)
- 1997 : Little Girls in Pretty Boxes (TV)
- 1997 : L'Engrenage (A Nightmare Come True) (TV)
- 1997 : Beauté criminelle (Crowned and Dangerous) (TV)
- 1998 : Je t'ai trop attendue (I've Been Waiting for You) (TV)
- 1998 : Un taxi pour le Canada (Cab to Canada) (TV)
- 1999 : The Patty Duke Show: Still Rockin' in Brooklyn Heights (TV)
- 2000 : La Cinquième Sœur (Satan's School for Girls) (TV)
- 2000 : The Wednesday Woman (TV)
- 2000 : Elian, une affaire d'état (A Family in Crisis: The Elian Gonzales Story) (TV)
- 2001 : Three Blind Mice (TV)
- 2002 : Le Visiteur de Noël (A Christmas Visitor) (TV)
- 2004 : The Survivors Club (TV)
- 2006 : Au-delà de la vérité (Mind Over Murder) (TV)
- 2007 : La Maison du secret (Housesitter) (TV)
- 2010 : L'Esprit d'une autre

### comme scénariste
- 1979 : The Hitter
- 1992 : Universal Soldier

### comme producteur
- 1979 : The Hitter
- 2002 : Le Visiteur de Noël (A Christmas Visitor) (TV)